# 시에티
시에티(슬로바키아어: Sieť)는 2014년 슬로바키아에서 만들어진 중도주의 정당이다. 시에티는 슬로바키아어로 "그물"을 뜻한다. 현재 지도자는 로만 브레첼리이며, 2016년 총선 이후 방향-사회민주주의, 모스트-히드, 슬로바키아 국민당과 연정을 구성했다.

## 같이 보기
- 슬로바키아의 정당